# Matusiv, Șpola
Matusiv (în ucraineană Матусів) este o comună în raionul Șpola, regiunea Cerkasî, Ucraina, formată numai din satul de reședință.

## Demografie
Componența lingvistică a comunei Matusiv
     Ucraineană (98,93%)
     Alte limbi (1,03%)
Conform recensământului din 2001, majoritatea populației comunei Matusiv era vorbitoare de ucraineană (98,93%), existând în minoritate și vorbitori de alte limbi.

## Legături externe
- pl Matusów în Dicționarul geografic al Regatului Poloniei și al altor țări slave, volum VI (Malczyce — Netreba) 1885

- pl Matusów în Dicționarul geografic al Regatului Poloniei și al altor țări slave, volum XV, p. 2 (Januszpol — Wola Justowska)1902